# Abdoulaye Seck
Abdoulaye Seck (ur. 4 czerwca 1992 w Mbour) – senegalski piłkarz grający na pozycji środkowego obrońcy. Od 2018 jest piłkarzem klubu Royal Antwerp FC.

## Kariera piłkarska
Swoją karierę piłkarską Seck rozpoczął w klubie Stade Mbour. W sezonie 2010/2011 zadebiutował w nim w drugiej lidze senegalskiej. Następnie w 2010 roku przeszedł do Touré Kunda. W 2013 roku grał w Casa Sports, a w 2014 w Diambars FC.
Latem 2014 roku Seck przeszedł do norweskiego Hønefoss BK. 10 sierpnia 2014 zadebiutował w nim w 1. divisjon w wygranym 1:0 domowym meczu z Kristiansund BK. W Hønefoss grał do końca sezonu 2015.
Na początku 2016 roku Seck został zawodnikiem Sandefjord Fotball. Swój debiut w nim zaliczył 3 kwietnia 2016 w zwycięskim 4:1 domowym spotkaniu z Strømmen IF. W 2016 roku awansował z Sandefjord z 1. divisjon do Eliteserien. W Sandefjord grał do 2018 roku.
19 sierpnia 2018 roku Seck został zawodnikiem Royal Antwerp FC,. W klubie z Antwerpii swój debiut zaliczył 19 maja 2018 w przegranym 2:3 wyjazdowym meczu z Club Brugge. W sezonie 2019/2020 zdobył z Royalem Puchar Belgii.
| Sezon   | Klub               | Kraj     | Rozgrywki            | Mecze | Gole |
| ------- | ------------------ | -------- | -------------------- | ----- | ---- |
| 2010/11 | Stade Mbour        | Senegal  | 2. liga              | ?     | ?    |
| 2010/11 | Touré Kunda        | Senegal  | Championnat National | ?     | ?    |
| 2011/12 | Touré Kunda        | Senegal  | Championnat National | ?     | ?    |
| 2013    | Casa Sports        | Senegal  | Championnat National | ?     | ?    |
| 2013/14 | Diambars FC        | Senegal  | Championnat National | ?     | ?    |
| 2014    | Hønefoss BK        | Norwegia | 1. divisjon          | 11    | 2    |
| 2015    | Hønefoss BK        | Norwegia | 1. divisjon          | 24    | 3    |
| 2016    | Sandefjord Fotball | Norwegia | 1. divisjon          | 21    | 0    |
| 2017    | Sandefjord Fotball | Norwegia | Eliteserien          | 28    | 3    |
| 2018    | Sandefjord Fotball | Norwegia | Eliteserien          | 6     | 0    |
| 2018/19 | Royal Antwerp FC   | Belgia   | Eerste klasse A      | 1     | 0    |
| 2019/20 | Royal Antwerp FC   | Belgia   | Eerste klasse A      | 13    | 0    |
| 2020/21 | Royal Antwerp FC   | Belgia   | Eerste klasse A      | 37    | 4    |

## Kariera reprezentacyjna
W reprezentacji Senegalu Seck zadebiutował 6 lipca 2013 roku w wygranym 1:0 meczu Mistrzostw Narodów Afryki 2014 z Mauretanią.